# Borek (district Gołdap)
Borek is een plaats in het Poolse woiwodschap Ermland-Mazurië, in het district Gołdap. De plaats maakt deel uit van de landgemeente Banie Mazurskie.
Deze plaats is pas na 1945 ontstaan. Een Duitse naam heeft het daarom niet.